# Breitenwang
Breitenwang település Ausztria tartományának, Tirolnak a Reutte járásában található. Területe 18,9 km², lakosainak száma 1 516 fő, népsűrűsége pedig 80 fő/km² (2014. január 1-jén). A település 850 méteres tengerszint feletti magasságban helyezkedik el.

## Fordítás
- Ez a szócikk részben vagy egészben  a   Breitenwang című angol Wikipédia-szócikk ezen változatának fordításán alapul.  Az eredeti cikk szerkesztőit annak laptörténete sorolja fel. Ez a jelzés csupán a megfogalmazás eredetét és a szerzői jogokat jelzi, nem szolgál a cikkben szereplő információk forrásmegjelöléseként.